# Ernesto Sábato
Ernesto Sábato (24. června 1911, Rojas, Argentina – 30. dubna 2011, Santos Lugares, Argentina) byl argentinský spisovatel a esejista známý v Česku jako autor románů Tunel (El túnel, 1948), O hrdinech a hrobech (Sobre héroes y tumbas, 1961), Abaddón zhoubce (Abaddón el Exterminador, 1974) a několika knih esejů, jako např. v češtině vydané knihy Spisovatel a jeho přízraky (El escritor y sus fantasmas (1963).

## Život
Ernesto Sábato se narodil 24. června 1911 v městečku Rojas v provincii Buenos Aires. Pocházel z rodiny italských přistěhovalců, byl předposledním z jedenácti synů. Střední školu studoval v La Platě, kde byl jeho učitelem vynikající filolog, historik a literární kritik Pedro Henríquez Ureña. Ten v něm velmi záhy vytušil silnou citlivost a inteligenci a předpověděl mu budoucí roli spisovatele. Sábato se ale navzdory tomu svými vysokoškolskými studiemi obrátil k vědě, studoval fyziku na laplatské univerzitě. Studium zde ukončil doktorátem z fyziky roku 1938.
V pozdějším díle bude pak vztah mezi vědou a uměním, jejich styčné body i zásadní protikladnost v pohledu na svět a člověka, mnohokrát promýšlet a glosovat. Již za studií se začal zajímat o politiku, zprvu sympatizoval s anarchistickým hnutím, pak s marxismem. Účastnil se demonstrací, dvakrát byl za svou činnost perzekvován.
Roku 1934 jel jako delegát Komunistické mládeže na mírový kongres do Bruselu, kde poznal stalinistické praktiky komunistů a zcela znechucen utekl do Paříže. Zde se nějakou dobu protloukal mezi spisovateli a bohémy a začal psát své první, nikdy nevydané dílo La fuente muda (Němý pramen), v němž promýšlí svůj filosofický koncept světa, svébytný mix marxismu a existencialismu.

## Dílo
Ernesto Sábato začal svou literární dráhu esejistickou knihou Jedinec a vesmír. Esej je mu nejvlastnějším žánrem, neopustil jej po celou svou tvůrčí dráhu. Dominantními tématy jeho úvah, přesných a výstižných pojednání, je mu existenciální situace jedince ve vztahu k proměnlivé době, sociálním zvratům, revolučním pokusům a dobovým myšlenkovým proudům, vyjádřená skrze literární fikci. Vidí cestu tvorby fikce, především románu jako adekvátní pro vystižení členité a nejednoznačné lidské povahy a situace. Je velmi skeptický k epistemologickým možnostem vědy, nevěří v její možnost zlepšit obecně lidskou situaci viděnou právě optikou konkrétního žijícího jedince, subjektu. Jakožto jaderný fyzik byl přítomen výzkumu v rámci týmu madam Curie a již v předválečné době si uvědomoval zneužitelnost vědy, která se pak v plné síle ukázala během druhé světové války. Přestože vědu opustil, nepřestává se nad ní zamýšlet ve svých esejích. Dalšími tématy jeho úvah jsou mu díla jeho oblíbených autorů, situace argentinské a obecně latinoamerické literatury, marxismus, existencialismus, strukturalismus, další myšlenkové proudy 20. století a především hledání odpovědi na důvod a způsob tvorby literárních fikcí.
Sábatovo beletrické dílo je rozsahem nevelké, napsal pouhé tři romány, nicméně jde o dílo velmi komplexní a náročné. Existuje velké množství prací, které se je pokoušejí interpretovat, často velmi protikladně, což může sloužit jako důkaz jeho významu. Právě měřítko kvantity však bylo rozhodující pro neudělení Nobelovy ceny. Prvním románem série je Tunel, následující dva romány byly vydány v přesně 13letém odstupu, a každý z nich navazuje a rozvíjí romány předchozí. V románu druhém Kniha o hrdinech a hrobech se tak objevují odkazy na témata Tunelu, podobně v posledním díle Abbadón zhoubce najdeme rozvinutí témat Knihy o hrdinech a hrobech i odkazy na román první. Prostřední román Kniha o hrdinech a hrobech je možno považovat za srdce Sábatovy komplexní fresky, pevně zasazené do argentinské skutečnosti geografické i historické. Právě v tomto románu se objevuje kapitola pojmenovaná Zpráva o slepcích, složitá metafora o dobrodružném hledání kořenů a systémů zla, která je svou tajemností a nejednoznačností předmětem mnoha výkladů. Sám Sábato ji odmítal jakkoli komentovat.

### České překlady
- Abaddón zhoubce (orig. 'Abaddón el exterminador'). 1. vyd. Brno: Host, 2002. 461 S. Překlad: Anežka Charvátová
- Spisovatel a jeho přízraky (orig. 'El escritor y sus fantasmas'). 1. vyd. Praha: Mladá fronta, 2002. 198 S. Překlad: Vít Urban a Anežka Charvátová
- Tunel (orig. 'El túnel'). 1. vyd. Brno: Host, 1997. 138 S. Překlad: Vít Urban
- Kniha o hrdinech a hrobech (orig. 'Sobre héroes y tumbas'). 1. vyd. Praha : Odeon, 1984. 503 S. Překlad: Vít Urban, překlad veršů: Jan Schejbal